# CKAP5
CKAP5‏ (Cytoskeleton associated protein 5) هوَ بروتين يُشَفر بواسطة جين CKAP5 في الإنسان.